# رابرت شلینز
رابرت شلینز (انگلیسی: Robert Schlienz; ۳ فوریهٔ ۱۹۲۴ – ۱۸ ژوئن ۱۹۹۵) بازیکن فوتبال اهل آلمان بود.
از باشگاه‌هایی که در آن بازی کرده‌است می‌توان به باشگاه فوتبال اشتوتگارت اشاره کرد.
وی همچنین در تیم ملی فوتبال آلمان بازی کرده‌است.